# Cồn Tròn (Đồng Tháp)
Cồn Tròn là một cù lao nhỏ trên sông Tiền. Cồn thuộc xã Ngũ Hiệp, tỉnh Đồng Tháp. Cồn nằm về hướng tây bắc của cù lao Ngũ Hiệp. Cồn có diện tích khoảng 120 ha (1,2 km²). Trước năm 1975, cồn thuộc xã Tân Phong, từ sau năm 1975 thuộc xã Ngũ Hiệp.